# Саліх Бадемчі
Саліх Бадемчі (нар. 15 серпня 1984, Ізмір, Туреччина) — турецький актор.

## Життєпис
Бадемчі є випускником «Bornova Anadolu Lisesi». Після появи у другорядній ролі в 1994 році, актор дебютував у фільмі Сердара Акара «Барда», а потім з'явився у своїй першій ролі на телебаченні в хітовому серіалі «Ельведа Румелі». Інші серіали в яких він брав участь: «Öyle Bir Geçer Zaman Ki», «Fatih», «Kulup».
В 2014 році його взяли на роль Акіна в серіалі Kanal D «Zeytin Tepesi». У тому ж році актор приєднався до акторського складу популярного комедійного кримінального серіалу «Ulan İstanbul», зігравши роль персонажа Джейхуна. В 2015 році він був відзначений глядачами за свою роль в романтичному комедійному серіалі Star TV «Кохання напрокат», в якому він зіграв персонажа Сінана Каракая. Він також зіграв головну роль у серіалі «Наречена зі Стамбула», який транслювався між 2017 і 2019 роками.

## Театр
- Big Shoot: Коффі Квахуле — Тіятропи — 2014—2015
- Ефект: Люсі Преббл — Сія Беяз ве Ренклі — 2014—2015
- Східний стоматолог: Акоп Баронян — Стамбульський міський театр — 2011
- Fireface: Маріус фон Майєнбург — Сія Беяз ве Ренклі — 2010
- Скупий: Мольєр — Кент Oyuncuları — 2009

## Фільмографія
| Фільми               | Фільми                  | Фільми         | Фільми         |
| Рік                  | Назва                   | Роль           | Примітки       |
| -------------------- | ----------------------- | -------------- | -------------- |
| 1994                 | Mıymıntılar Kralı       |                | гостьова роль  |
| 2006                 | Barda                   | Cenk           | допоміжна роль |
| 2014                 | Arkadaşlar Arasında     | Бариш          | головна роль   |
| 2015                 | Köpek                   | Хакан          | допоміжна роль |
| Потокове телебачення |                         |                |                |
| Рік                  | Назва                   | Роль           | Примітки       |
| 2021                 | İlk ve Son              | Бариш          | головна роль   |
| 2021–2022            | Клуб                    | Селім Сонгюр   | головна роль   |
| 2023–                | Кравець                 | Дімітрій       | головна роль   |
| Телесеріали          |                         |                |                |
| Рік                  | Назва                   | Роль           | Примітки       |
| 2007–2009            | Elveda Rumeli           | Музаффер       | допоміжна роль |
| 2010–2013            | Öyle Bir Geçer Zaman ki | Хакан Татли    | допоміжна роль |
| 2013                 | Fatih                   | Баязид II      | допоміжна роль |
| 2014                 | Zeytin Tepesi           | Акін Каратай   | допоміжна роль |
| 2014                 | Ulan İstanbul           | Ceyhun         | допоміжна роль |
| 2015–2017            | Кохання напрокат        | Сінан Каракая  | головна роль   |
| 2017–2019            | Наречена зі Стамбула    | Фікрет Боран   | головна роль   |
| 2020                 | Kırmızı Oda             | Мехмет         | гостьова роль  |
| 2021                 | Yalancı                 | Мехмет Емір    | головна роль   |
| 2023                 | Dilek Taşı              | Мустафа Йилмаз | головна роль   |

## Нагороди
| Рік      | Нагорода                                                               | Категорія                                         | Результат |
| -------- | ---------------------------------------------------------------------- | ------------------------------------------------- | --------- |
| 2015 рік | 20-та церемонія вручення театральної та кінопремії імені Садрі Алішика | Спеціальна нагорода відбіркового комітету (Ефект) | Перемога  |
| 2016 рік | Друга молодіжна премія Туреччини                                       | Кращий актор другого плану                        | Перемога  |